# Троицкое (Лев-Толстовский район)
Тро́ицкое — село Лев-Толстовского района Липецкой области, административный центр Троицкого сельсовета.

## Географическое положение
Село расположено на берегу реки Гущина Ряса в 12 км на восток от райцентра посёлка Лев Толстой.

## История
Троицкое, до построения в нем отдельной церкви, в качестве сельца входило в состав прихода Алексеевского. По имени владельца своего Матфея Салтыкова село называлось также Матвеевщиной. Впоследствии времени, вице-губернатор Калужского наместничества Николай Николаевич Салтыков, как сказано в храмозданной грамоте, данной преосвящ. Симоном 29 апреля 1779 г., «имеет просьбу к преосвящ. Палладию о построении в вотчине его, в сельце Троицком, вновь каменной церкви с приделом в храмонаименования: настоящую – Сошествия св. Духа, а придела – преп. Марии Египетской и по той его просьбе… представлен был указ о том церковном строении». Время освящения Троицкой церкви с приделом Космодамианским с точностью неизвестно, но, несомненно, относится к концу XVIII ст., построение же второго придела в честь преп. Марии Египетской совершенно было в XIX ст. В 1860 г. Троицкая церковь украсилась стенною живописью, в 1876 г. возобновлены были придельные храмы. Колокольня, построенная одновременно с церковью, в 1864 г. была возвышена с устроением пристроек для караулки и кладовой. Школа, открытая местным священником, существовала с 1853 года.
В XIX — начале XX века село являлось центром Троицкой волости Раненбургского уезда Рязанской губернии. В 1906 году в селе было 205 дворов.
С 1928 года село являлось центром Троицкого сельсовета Лев-Толстовского района Козловского округа Центрально-Чернозёмной области, с 1954 года — в составе Липецкой области.

## Население
| 1859 | 1897  | 1906  | 2000 | 2010 |
| ---- | ----- | ----- | ---- | ---- |
| 1037 | ↗1108 | ↗1375 | ↘425 | ↗534 |

## Инфраструктура
В селе имеются дом культуры, фельдшерско-акушерский пункт, отделение почтовой связи.

## Достопримечательности
В селе расположена Церковь Троицы Живоначальной (1777).